# مهدي أباد (تيران وكرون)
مهدي أباد هي قرية في مقاطعة تيران وكرون، إيران. عدد سكان هذه القرية هو 1,028 في سنة 2006.